# Juan Ramón Folch III de Cardona
Juan Ramón Folch III de Cardona y II de Prades  (Cardona, Barcelona, 9 de enero de 1418-18 de junio de 1486), IV conde de Cardona (1471-1486), V conde de Prades y barón de Entenza (1441-1486), vizconde de Vilamur (1471-1486).
De la misma forma que su padre, apoyó al rey Juan II de Aragón en la guerra civil catalana en donde actuó coma capitán general de los ejércitos reales y, posteriormente, sería valedor del primogénito Fernando II.

## Antecedentes familiares
Hijo de Juan Ramón Folch II de Cardona, III conde de Cardona, y de su esposa Juana de Prades, IV condesa de Prades.

## Matrimonio y descendencia
En 1444 se casó con Juana de Urgel, hija de Jaime II de Urgel y de su esposa Isabel de Aragón. Tuvieron tres hijos:
- Jaime de Cardona
- Juan Ramón Folch IV de Cardona (1446-29 de enero de 1513), almirante y gran condestable de Cataluña y Aragón, V conde y I duque de Cardona,[1] VI conde de Prades.
- Catalina de Cardona.

A la muerte de Juana en 1455, se casó con Isabel de Cabrera, hija de Bernardo Juan de Cabrera, con quien no tuvo descendencia.
Fuera del matrimonio, fue padre de Pedro de Cardona, personaje muy influyente que llegó a ser, entre otros cargos, obispo de Urgel, presidente de la Generalidad de Cataluña, arzobispo de Tarragona y virrey de Cataluña.